# Жеста

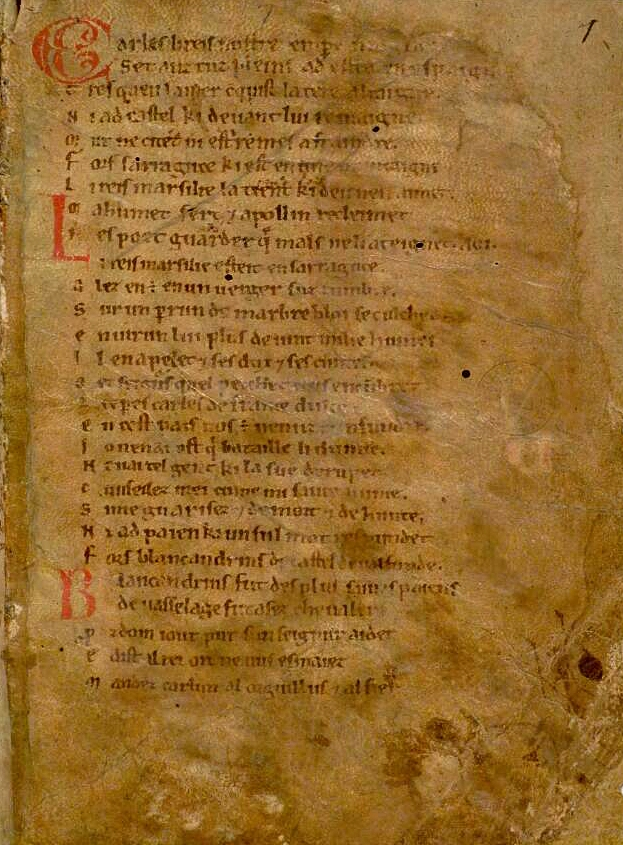
Оксфордський рукопис Пісні про Роланда

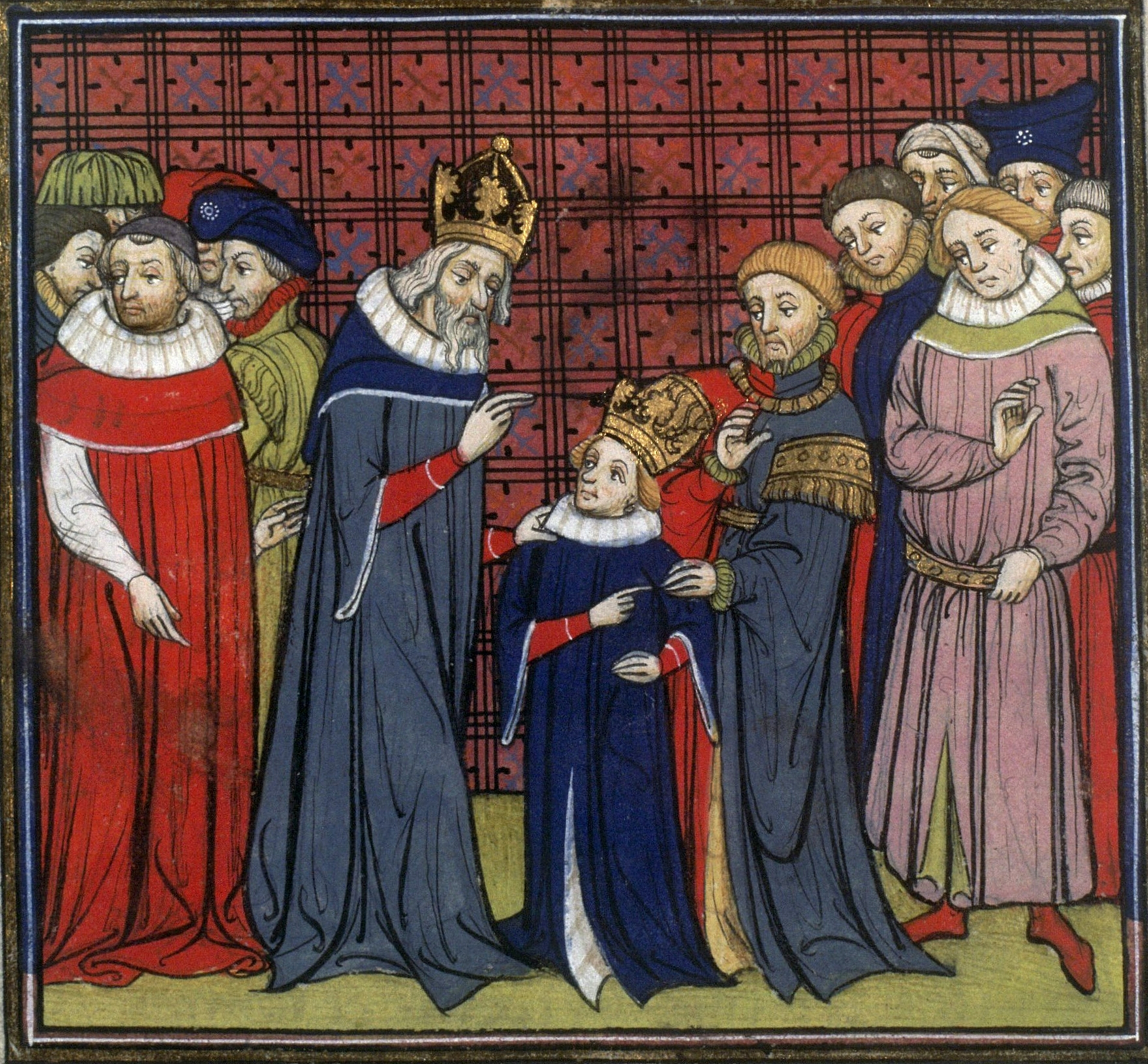
Коронування сина Карла Великого, Людовика Благочестивого. Мініатюра з «Великих французьких хронік». XIV—XV ст.

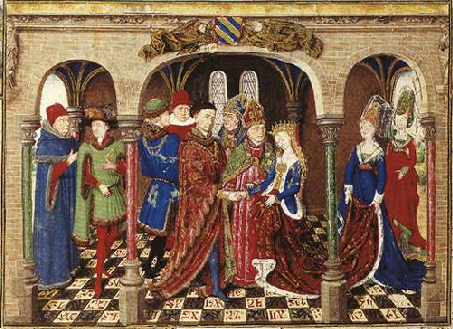
Вінчання Жерара Руссільонського. Мініатюра з рукопису. Бл. 1402

Жеста, шансон де жест (фр. Chanson de geste — пісні про діяння) — жанр французького героїчного епосу, що має наскрізну тему. Жести створювалися у Франції в IX—XII століттях. Це ліро-епічні поеми за історичними мотивами, що мають, як правило, одного центрального героя. Загалом до сьогодні збереглося близько 90 жест. Як правило, одна поема-жеста описує один з епізодів життя персонажа.

## Термін
Вираз «chanson de geste» зустрічається в середньовічних пам'ятках починаючи з XII століття. Слово «жеста» (geste, від лат. gesta , «діяння») означало старофранцузькою мовою «розповідь про подвиги» і відносилося насамперед до героїчних традицій, пов'язаних з окремим персонажем, або з його родом, або навіть з цілим колективом.
Поеми збереглися приблизно в сотні рукописів XII—XIV століть. У середині XIX століття цей жанр заново відкрили філологи-романтики.

## Авторство
Хоча ранні жести були переважно анонімні, в їхніх текстах збереглося близько п'ятнадцяти імен поетів, які претендували на авторство відповідних поем. Вважалося, що перу одного з них, Адене ле Руа, належали три поеми «Дитинства Ож'є Данця», «Великонога Берта» і «Бев де Коммарші». Очевидно, поети, що повідомляють нам свої імена в текстах, справді були авторами цих творів. Ймовірно, що вони належали до аристократичних кіл, в яких жонглер користувався повагою, і тому вони цілком могли наважитися на саморекламу без побоювань, що це визнають за нахабство. Автори ж більшості інших поем, що залишаються безіменними, могли бути вихідцями зі скромніших верств, де поезія вважалася не настільки поважним заняттям, щоб про нього можна було говорити з гордістю.

## Походження
Щодо походження жест у медієвістиці зафіксовано відмінні погляди. Більшість дослідників вважають, що жеста у своїй первісній формі виникла, найімовірніше, ближче до середини XI століття. Судячи за внутрішніми і зовнішніми даними, які містяться в найдавніших текстах, вона зародилася, очевидно, на півночі Франції, між Луарою і Соммою, а точніше, в західній частині цього регіону (в Нормандії і прилеглих до неї областях).
Перших медієвістів вразив часовий розрив між самими поемами і реальними подіями, на яких, була заснована епічна фабула . Встановивши, що їх розділяє три-чотири століття, вони спробували заповнити її: або припускаючи існування безперервної традиції і тим самим відносячи витоки жанру до каролінзької епохи, то висуваючи різні гіпотези щодо способу передачі «епічних легенд». Теорії з другого питання зводяться до двох типів: вони або допускають наявність місцевих народних традицій, які можуть містити в собі розповідні «кантилени» — різновид поетичної балади; або ж виходять з припущення про те, що безпосередні дані (документ, хроніка) були оброблені якимись посередниками і в такому вигляді дійшли до поетів. Їхня аргументація будується не стільки на фактах, скільки на здогадах. Надійних документів дуже мало, всі вони залежве годяться для широких узагальнень.
Два документи постійно згадуються в дослідженнях: перший, так звана «Пісня про святого Фарона» — це фрагмент з восьми віршів, явно епічного змісту, написаних перекрученою латиною; він процитований у одного агіографа IX століття, який бачить у ньому народний плач, що виконувався жіночими хорами. Другий з цих документів, «Гаазький фрагмент», — уривок епічної поеми в прозовому латинською переказі першої половини XI століття, надзвичайно важкий для тлумачення: можливо, це залишок якоїсь латинської поеми шкільного типу на сюжет, узятий з народної традиції і споріднений з майбутньою жестою про Гійома Короткого Носа.
Сьогодні медієвісти переважно схиляються до думки, що в різних жестах процес запозичення відбувався по-різному. Проте різні дослідники наголошують на різних домінантних джерелах жест. Так висувалися припущення, що деяким поемам (наприклад, «Гормон та Ізамбар») могли передувати кантилени, які в свою чергу походили з усної народної традиції. Таких поглядів дотривувалися дослідники Гастон Паріс та Луї Готьє. Італійський дослідник П. Райн вважав, що основою жест можуть бути франкські легенди. Французький філолог П. Майєр найважливішим джерелом жест вважав спогади про історичні події. А. Азар вважав, що найдавніші пісні з циклу про Гійома або «Паломництво Карла Великого» засновані на ампліфікації церковного походження. Гіпотеза про пісенну ґенезу жест була спростована англійським дослідником В. П. Кером, швейцарцем А. Геслером та російським науковцем О. Веселовським.

## Форма
Доведено, що строфа жест лесса склалася в рамках архаїчного жанру «пісень про святе»: їхній спершу правильний куплет поступово розвинувся в лессу, поступаючись потребам розповіді . Ті ж пісні про святе містять у зародку й епічну систему з'єднання лесс, і систему формул. Нарешті, слід враховувати переважно розповідний характер пісень про святе. Не менш разючі зв'язки між ними і в плані змісту. У піснях про святе значне місце займає лицарська тематика (політика і навіть війна); найдавніші пісні про діяння будуються на кількох простих опозиціях антитез, релігійних за змістом (християнин — язичник, торжество віри — поразка диявола, обраність лицаря — прокляття його супротивника) і проілюстрованих майже агіографічним мотивами (поклоніння реліквіям; фразеологія, за якою смерть на полі битви постає як мучеництво).
Як видно з джерел, в ранній період вживався восьмискладний рядок, який потім поступово змінився десятискладником або олександрійським віршем.

## Еволюція жанру
З середини XII століття зображення подвигів лицаря поєднується з описами його господарського життя (грошових, земельних питань). Одночасно, під впливом куртуазної моралі , в поемах з'являються жіночі фігури, на яких частково зосереджений інтерес публіки.
У XIII столітті жести стали набувати великого обсягу. З погляду віршування асонанс поступово витіснявся римою .
У кінці XIII століття така лицарська якість, як звиттяга остаточно відтісняється іншими оповідальними мотивами, запозиченими з роману : пізні пісні про діяння не відрізняються від нього практично нічим, крім леси. Виникають такі жести, як « Айа Авіньйонський»,«героєм»якої є жінка, що сіє своїми чарами розбрат у лавах воїнів, феєричний «Гюон Бордоський» і поема «Адені-ле-Руа» , яку можна розглядати, як предтечу роману плаща і шпаги .
У XIV столітті відбувається переробка більш ранніх поем та, часом, їх об'єднання у великі  «лицарські романи». Окрім того виникають адаптації жест, їхні сюжети переходять в інші літератури Європи. У жестах «Гуго Капет» і «Карл Лисий» вводяться нові персонажі; остання поема вважається однією з найпізніших пісень про діяння.
Особливий інтерес пстановить норвезька прозаїчна компіляція, «Карламагнуссага», здійснена близько 1230-1250 років і значно розширена й збагачена в 1290-1320 рокахневідомим ісландським ченцем; це надзвичайно цінне джерело відомостей про французький епос.
Останній розквіт жанру жест спостерігається в південній Італії . В кінці XIII - початку XV століття деякі французькі пісні, в тому числі «Роланд» і «Алісканс», були перекладені перехідною мовою, що звалася «франко-венетська». Основна частина цих текстів збереглася в рукописах венеціанського собору Святого Марка. Вони свідчать про те, що французький епічний матеріал отримав в Італії широке поширення. Звідси виникла пізніша компіляція Андреа та Барберіні «Reali di Francia» (« Французькі королі »). Інші франко-венетські пісні відходять від своїх зразків, цілковито переінакшуючи їх. Нарешті, окремі пісні зберігають французьку епічну форму, але є оригінальними творами, наприклад, « Входження до Іспанії» кінця XIII століття, що належить невідомому падуанському поетові, і його продовження, « Взяття Памплони », написане близько 1330 року Ніколо з Верони. До останніх двох пісень зверталися згодом багато італійських поетів XIV століття; саме вони стоять біля витоків поем Боярдо та Лудовіко Аріосто .
У XV столітті французький епос відійшов у минуле. У цей період придворні літератори створюють за велінням правителів нові прозові переробки окремих груп пісень попередньої епохи: так, Давид Обер підносить герцогу Бургундському «Хроніки і завоювання Карла Великого». Ці прозові переспіви служать джерелом більшості французьких і загалом європейських романів XV-XVI століть, а потім і цілої традиції народної літератури, ярмаркових книг, які циркулюють в різних областях Європи аж до XVIII століття .

## Класифікація
За класифікацією трувера Бертрана де Бар-сюр-Оба вирізняють три цикли жест:
- Королівські жести. Центральною поемою тут є Пісня про Роланда. Головний герой циклу — король Карл Великий.
- Жести Гарена де Монглана. Головний герой циклу — ідеальний васал Гійом Оранжський, нащадок міфічного Гарена де Монглана. До цього циклу належать такі жести, як «Коронація Людовика», «Німський віз», «Пісня про Гійома Оранжського», «Приборкання Оранжа» та ін.
- Жести бунтарів, або Жести зрадників, також Жести Доона де Маянса. До циклу входять такі поеми, як «Жерар де Руссільон», «Жеста Рено де Монтобана», «Рауль де Камбре». До цього ж циклу зараховують і «Поеми про Лотарінгців».

Сучасне літературознавство виділяє ще три цикли жест:
- Жести хрестових походів (фр. cycle de la croisade), наприклад «Лицар Лебедя» (Le Chevalier au cygne) «Пісня Антіохії» (Chanson d'Antioche)
- Лотарінгські жести (фр. geste des Loherains), наприклад «Ґарен ле Лоерен» (Garin le Loherain)
- Нантейські жести  (фр. geste de Nanteuil)

Деякі поеми не піддаються класифікації за циклами:
- «Флоовант», героєм якого є син Хлодвіга
- дві жести XII століття про Елі де Сен-Жиле
- романна поема «Амі та Аміль» (кінець XII століття)
- «Гюон Бордоський».